# Buyantu Khan

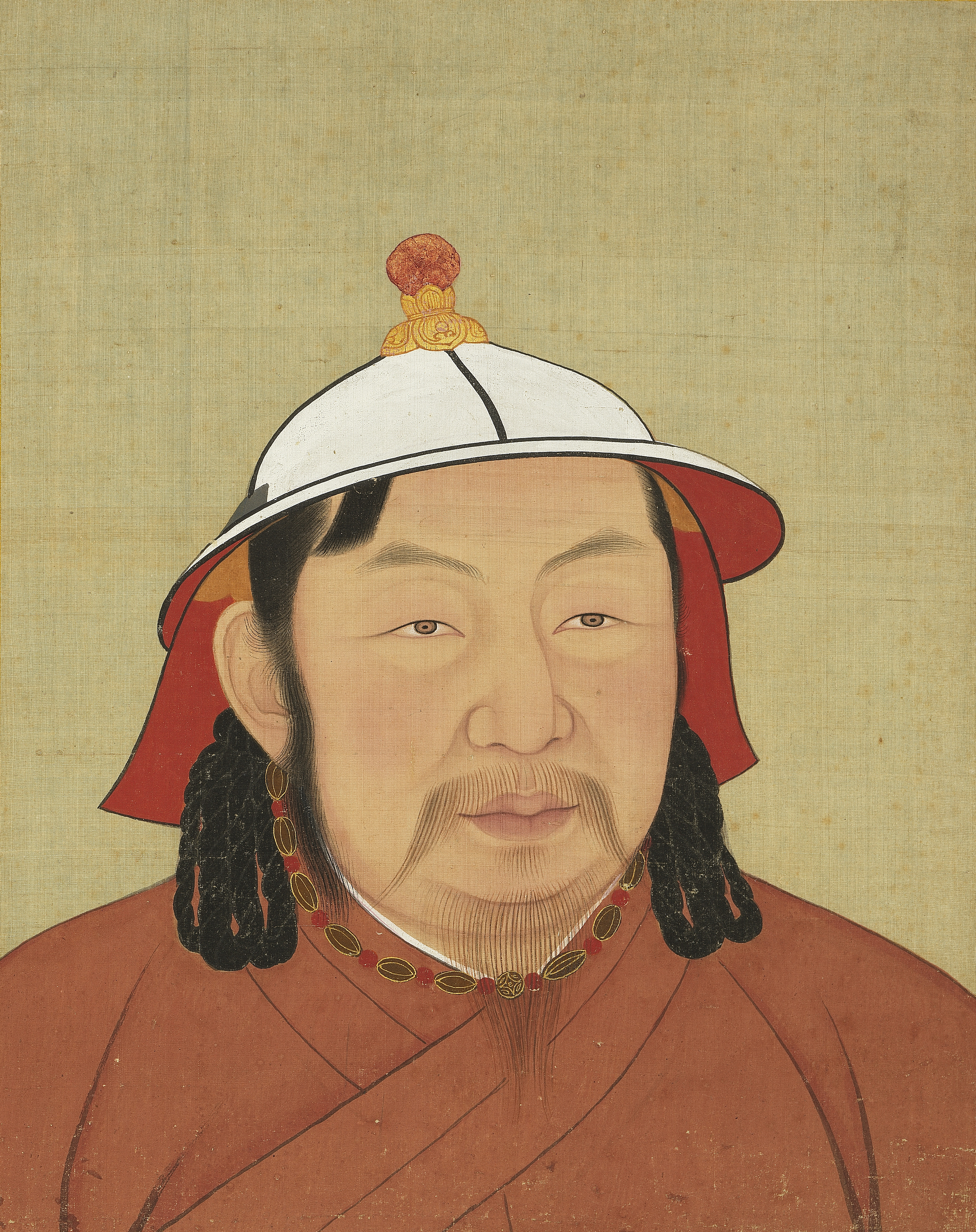
Buyantu Khan

Buyantu Khan (auch Ayurparibhadra; mongolisch ᠪᠤᠶᠠᠨᠲᠤ ᠬᠠᠭᠠᠨ ᠠᠶᠤᠷᠪᠠᠷᠪᠠᠳᠠ, * 1285 in Xiangshuiyuan, Kreis Yanqing; † 1. März 1320 in Peking) war ein mongolischer Khagan und unter dem Namen Renzong auch Kaiser der Yuan-Dynastie. Er regierte von 1311 bis 1320.

## Leben
Der jüngere Bruder Khaishans (Külüq Khan, reg. 1307–1311) galt als Vertreter der chinesischen Interessen und als sanft, wohltätig und fleißig. Gleich nach seinem Amtsantritt ließ er fünf Minister (die wichtigsten Leute seines Bruders) wegen angeblicher Korruption hinrichten.
Um die Söhne seines Bruders (Qoshila und Toqa Timur) kristallisierte sich eine mongolische Gegenpartei, die aber aufgrund der Jugend ihrer Repräsentanten keine Chance hatte. Qoshila floh im Jahr 1316 zu den Tschagatai. Die Beziehungen zu den Tschagatai waren angespannt, nachdem 1314 kleinere Streitigkeiten in einen Krieg mündeten, welchen die Yuan unter General Togachi (im Zusammenspiel mit dem Ilchan Öldscheitü) in den beiden darauffolgenden Jahren, 1315 bis 1316, für sich entscheiden konnten.
Buyantu Khan unternahm 1315 die Wiedereinführung der chinesischen Beamtenprüfungen, die den Konfuzianern einen verstärkten Zugang zur oftmals mit Nichtchinesen besetzten Verwaltung ermöglichen sollte. Das galt als Fortschritt, obwohl diese Beamtenprüfungen die Chinesen stark benachteiligten und insofern nur eine Parodie der früheren Beamtenprüfungen waren. Buyantu Khan umgab sich mit chinesischen Gelehrten wie z. B. Zhao Mengfu (bekannter Maler) und kümmerte sich um die Rechtspflege.
In Buyantus letzten Lebensmonaten begannen von dem verhassten Finanzminister Temüder († 1322) angezettelte Machtkämpfe am Kaiserhof, die ihren Hintergrund in der schwierigen Finanzlage hatten und später mit der Ermordung von Buyantu Khans Sohn Suddhipala (Gegen Khan, reg. 1320–1323) endeten.